# 薄荷茶

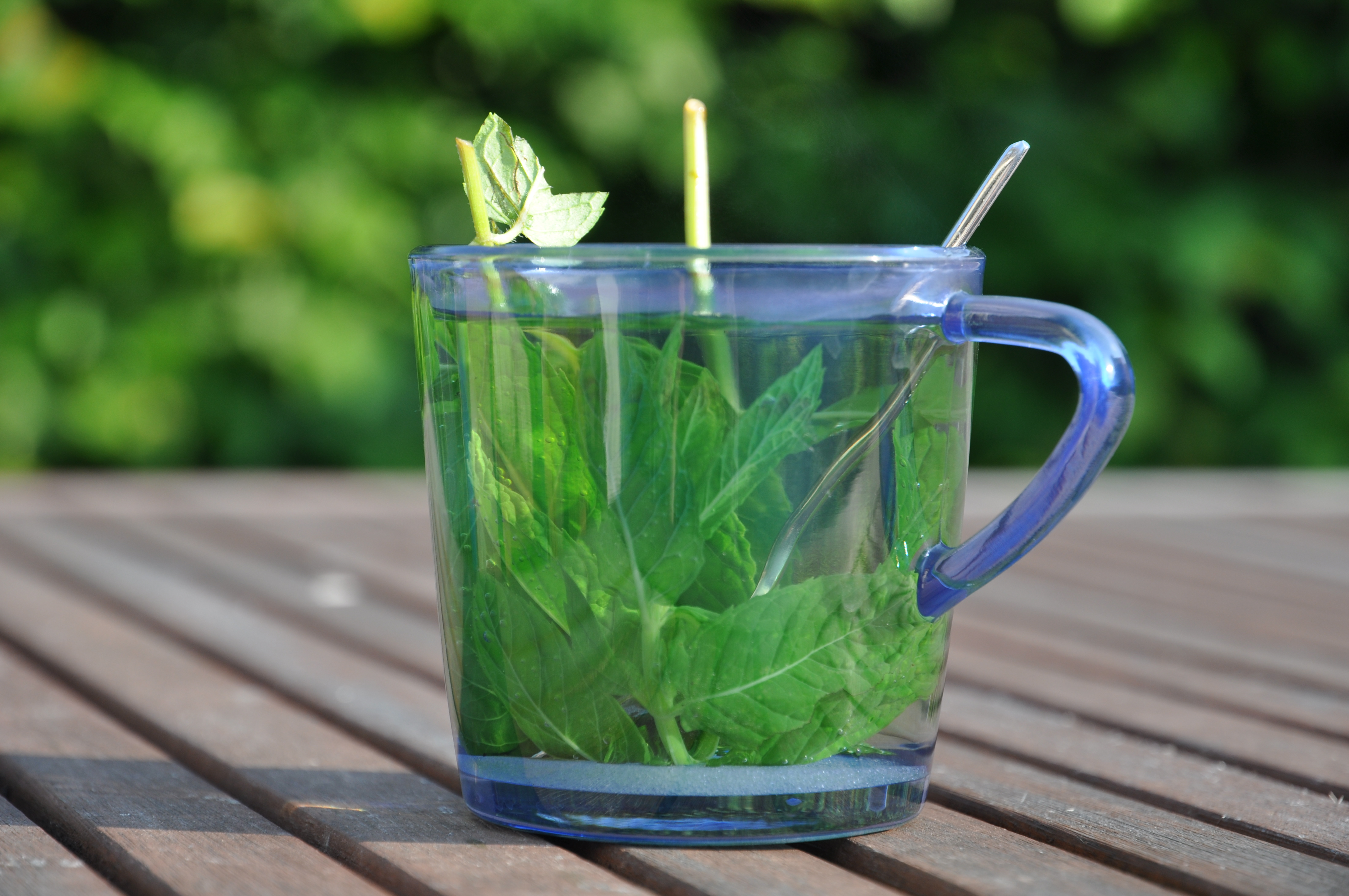
薄荷茶

薄荷茶是一种草本茶。人們将薄荷叶浸泡在热水中，然後再放入少許冰糖，之後薄荷茶便製成了。有人認為薄荷茶具有藥用。有中医認為夏天飲用薄荷茶可以開胃降火。